# Joseph Clancy (Cục mật vụ)
Joseph "Joe" P. Clancy (sinh năm 1955) là một quan chức thực thi pháp luật Hoa Kỳ.  Ông là Giám đốc thứ 24 của Cơ quan Mật vụ Hoa Kỳ. Clancy trước đây từng là người đứng đầu bộ phận bảo vệ tổng thống của cơ quan, cho đến năm 2011, khi ông nghỉ hưu và trở thành giám đốc an ninh công ty cho Comcast.Comcast.

## Tiểu sử
Clancy lớn lên ở vùng Philadelphia. Ông tốt nghiệp trường trung học Archbishop Carroll ở Radnor, Pennsylvania, sau đó theo học Học viện quân sự Hoa Kỳ tại West Point, nơi anh xuất sắc trong đội bóng đá của West Point.  Clancy chuyển đến Đại học Villanova và tốt nghiệp vào cuối những năm 1970.